# Conrad von Reventlow

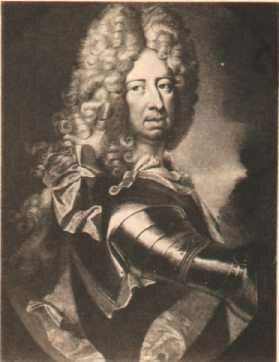
Conrad Graf von Reventlow

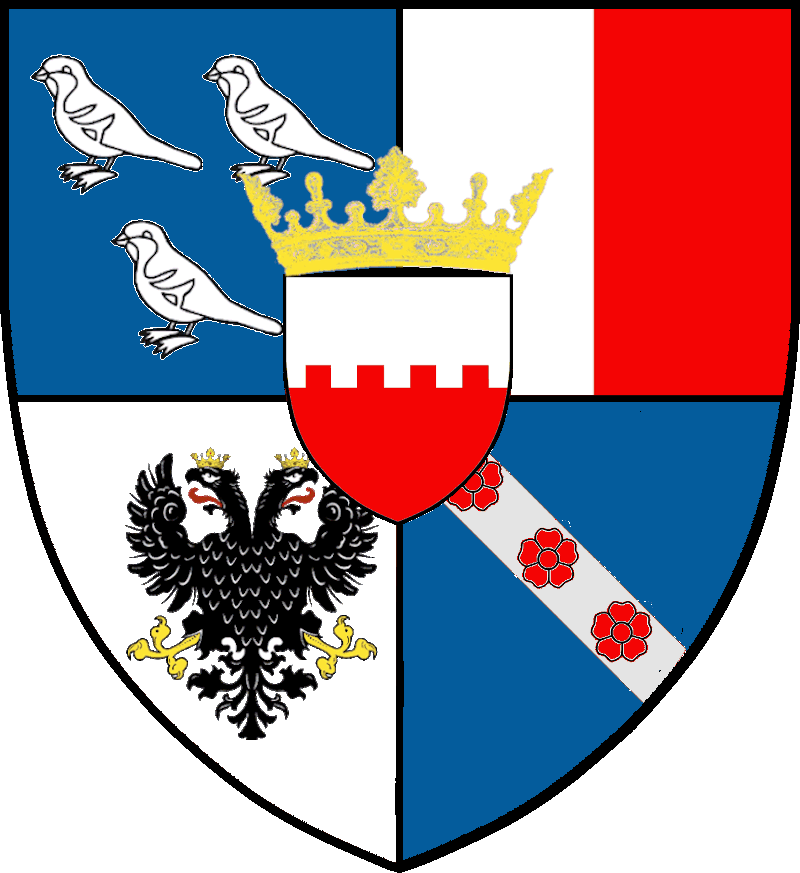
Wappen des Conrad Graf von Reventlow, 1673

Conrad von Reventlow, seit 1673 Graf von Reventlow (* 21. April 1644 in Kopenhagen; † 21. Juli 1708 auf Schloss Clausholm) war dänischer Premierminister und Großkanzler.

## Leben
Er war ein Sohn des dänischen Kanzlers für die deutschen Landesteile, Detlef Reventlow (1600–1664). Seine Brüder waren der Geheimrat Henning Reventlow (1640–1705) auf Hemmelmark, Glasau und Altenhof sowie der Geheimrat und Propst Detlev Reventlow (1654–1701).
Conrad Reventlow gründete die jüngere Linie des in Dänemark, Schleswig und Holstein weitverzweigten gräflichen Geschlechts Reventlow, das aus Dithmarschen stammte und schon gegen Ende des 12. Jahrhunderts nachgewiesen ist.
Am 21. Juli 1667 vermählte er sich in Kopenhagen in erster Ehe mit Anna Margarete von Gabel (1651–1678), Tochter des Statthalters Christoffer von Gabel. Aus dieser Ehe entstammen sieben Kinder, darunter der General Christian Detlev von Reventlow (1671–1738) und Christine Sophie von Reventlow (1672–1757), die Mutter von Christian von Friis zu Friisenborg.
Am 1. Mai 1681 heiratete er in zweiter Ehe Sophie Amalie von Hahn (1664–1722). Aus dieser Ehe entstammen zehn Kinder, darunter Anna Sophie von Reventlow (1693–1743), die spätere dänische Königin als Gemahlin Friedrichs IV.
Er erhielt den dänischen lehnsgräflichen Rang, indem er mit der Lehnsgrafschaft Reventlou-Sandbjerg in Schleswig, der Lehnsgrafschaft Christianssäde auf Lolland und der Lehnsbaronie Brahetrolleborg auf Fünen begütert wurde. Ab 1690 ließ er das Schloss Clausholm erbauen.
Sein Sarkophag, gefertigt von dem flämischen Bildhauer Thomas Quellinus, steht im Schleswiger Dom.

## Wirken
In den Verhandlungen über den Erwerb der Grafschaften Oldenburg und Delmenhorst 1667–1673 spielte Reventlow eine herausragende Rolle. Im Nordischen Krieg (1674–1679) erhielt er im Mai 1675 die Erlaubnis, als Oberst ein Regiment zu rekrutieren, die Reventlow-Dragoner, mit denen er am 4. Dezember 1676 in der Schlacht von Lund kämpfte. 1678, kurz vor dem Tod seiner Frau, schied er aus.
1681 wurde er Geheimer Kabinettsminister. Zu seinen einflussreichsten Beratern zählten Thomas Balthasar von Jessen und Christian Siegfried von Plessen. Zu seinen Verbündeten am Hof zählten ferner Conrad Biermann von Ehrenschild, Michael Vibe und Peter Brandt. Sie brachten 1682 ein Bündnis mit Frankreich zustande, um von Schweden annektierte Gebiete zurückzubekommen; die Franzosen verpflichteten sich gegen hohe jährliche Kontributionen zu einem Beistandspakt. König Christian V. war im Jahr 1683 für den Krieg mit Schweden, doch der vorsichtige Kanzler Friedrich von Ahlefeldt vermied diesen, worin Reventlow ihn unterstützte. 1689 verhandelte er mit Jessen einen Vertrag mit Großbritannien und 1691 einen Geheimvertrag mit Frankreich, der Dänemark zur Neutralität verpflichtete. Im Lauenburgischen Erbfolgekrieg besetzten die Dänen Ratzeburg und es kam zum Ende der Allianz mit Braunschweig-Lüneburg. Nach dem Tod Christians V. wurde er am 26. August 1699 zum Kanzler ernannt. Von 1690 bis 1705 war er der führende Politiker im Kabinett und Mitglied vieler Kommissionen. Für Frederik IV. schloss er im April 1700 einen Geheimvertrag mit dem Kurfürsten von Brandenburg.
Im Großen Nordischen Krieg zwischen Schweden und Gottorf auf der einen und Dänemark, Russland, Polen und Sachsen auf der anderen Seite belagerte der dänische König Friedrich IV. mit 14.000 Mann die Festung Tönning, siehe: Belagerung von Tönning (1700). Als Karl XII. von Schweden auf Seeland einmarschierte, beauftragte der König Reventlow mit der Verteidigung von Kopenhagen.
In den nachfolgenden Jahren gewannen Christian Gyldenløve (1674–1703), ein unehelicher Sohn Christians V., und Carl von Ahlefeldt mehr Einfluss bei Hofe, obgleich Reventlow weiterhin in der Gunst des Königs stand.